# Стъклопакет
Стъклопакетът представлява няколко листа стъкло, между които има въздушно пространство. Стъклата са съединени с помощта на херметик (лепило) и дистанционер. По този начин между стъклата се образува херметически затворено пространство, което напълно изключва възможността за попадане в него на замърсен въздух. Поради тази причина стъклопакетът има дълги години живот, осигурява повишена топло и звукоизолация, взломоустойчивост и съпротивляемост на вятър. Степента на топлоизолация зависи и от вида на стъклата, тяхната дебелина и разстоянието помежду им. Например, по-добри показатели за топлоизолация могат да бъдат достигнати чрез специални стъкла с нискоемисионно покритие.